# Tim Mayotte
Timothy Mayotte, detto Tim (Springfield, 3 agosto 1960), è un ex tennista statunitense.

## Biografia
Mayotte impara il tennis sui campi di Forest Park a Springfield nel Massachusetts: gioca poi a tennis per la Stanford University nei primi anni 80
vincendo il titolo NCAA di singolo nel 1981. Il primo titolo da professionista arriva nel 1985 quando vince il singolo del
Lipton International Players Championships di Key Biscayne in Florida.
Nel 1986 conquista la vittoria al Queen's Club di Londra; l'anno seguente si impone al
Paris Open, mentre alle Olimpiadi di Seul del 1988 vince la medaglia d'argento nel singolo maschile.
Le sue migliori prestazioni al Grande Slam furono le semifinali del Torneo di Wimbledon del 1982 e degli Open d'Australia del 1983.
L'ultima vittoria di Mayotte nel singolo fu nel 1989 a Washington.
In carriera vinse 11 titoli di singolo ed 1 nel doppio raggiungendo la posizione numero 7 della classifica ATP e totalizzando guadagni
complessivi per 2.663.672 di dollari. Si è ritirato dal tennis professionistico nel 1992.

## Singolare

### Vittorie (12)
| Legenda                |
| Grande Slam (0)        |
| Tennis Masters Cup (0) |
| Grand Prix (12)        |

| Titoli per superficie |
| Cemento (5)           |
| Erba (1)              |
| Terra rossa (0)       |
| Sintetico (6)         |

| No. | Data              | Torneo                                            | Superficie  | Avversario in finale | Punteggio               |
| 1.  | 18 febbraio, 1985 | Pilot Pen Tennis, Delray Beach, USA               | Cemento     | Scott Davis          | 4–6, 4–6, 6–3, 6–2, 6–4 |
| 2.  | 16 giugno, 1986   | London/Queen's Club, Inghilterra                  | Erba        | Jimmy Connors        | 6–4, 2–1, ret.          |
| 3.  | 9 febbraio, 1987  | Filadelfia, USA                                   | Sintetico   | John McEnroe         | 3–6, 6–1, 6–3, 6–1      |
| 4.  | 6 aprile, 1987    | Chicago, USA                                      | Sintetico   | David Pate           | 6–4, 6–2                |
| 5.  | 19 ottobre, 1987  | Grand Prix de Tennis de Toulouse, Tolosa, Francia | Cemento     | Ricki Osterthun      | 6–2, 5–7, 6–4           |
| 6.  | 9 novembre, 1987  | Parigi, Francia                                   | Sintetico   | Brad Gilbert         | 2–6, 6–3, 7–5, 6–7, 6–3 |
| 7.  | 16 novembre, 1987 | Francoforte, Germania                             | Sintetico   | Andrés Gómez         | 7–6, 6–4                |
| 8.  | 29 febbraio, 1988 | Filadelfia, USA                                   | Sintetico   | John Fitzgerald      | 4–6, 6–2, 6–2, 6–3      |
| 9.  | 25 luglio, 1988   | Schenectady, USA                                  | Cemento     | Johan Kriek          | 5–7, 6–3, 6–2           |
| 10. | 10 ottobre, 1988  | Brisbane, Australia                               | Cemento (i) | Marty Davis          | 6–4, 6–4                |
| 11. | 24 ottobre, 1988  | Francoforte, Germania                             | Sintetico   | Leonardo Lavalle     | 4–6, 6–4, 6–3           |
| 12. | 31 luglio, 1989   | Legg Mason Tennis Classic, Washington, USA        | Cemento     | Brad Gilbert         | 3–6, 6–4, 7–5           |

### Sconfitte in finale (11)
| No. | Data               | Torneo                                              | Superficie | Avversario in finale | Punteggio          |
| 1.  | 5 ottobre, 1981    | Maui, USA                                           | Cemento    | Hank Pfister         | 6–4, 6–4           |
| 2.  | 22 marzo, 1982     | Strasburgo, Francia                                 | Sintetico  | Ivan Lendl           | 6–0, 7–5, 6–1      |
| 3.  | 21 giugno, 1982    | Bristol, Inghilterra                                | Erba       | John Alexander       | 6–3, 6–4           |
| 4.  | 16 luglio, 1984    | Campbell's Hall of Fame Championships, Newport, USA | Erba       | Vijay Amritraj       | 3–6, 6–4, 6–4      |
| 5.  | 15 aprile, 1985    | Dallas, USA                                         | Sintetico  | Ivan Lendl           | 7–6, 6–4, 6–1      |
| 6.  | 3 febbraio, 1986   | Filadelfia, USA                                     | Sintetico  | Ivan Lendl           | ritiro             |
| 7.  | 26 settembre, 1988 | Olimpiadi di Seul, Corea del Sud                    | Cemento    | Miloslav Mečíř       | 3–6, 6–2, 6–4, 6–2 |
| 8.  | 29 febbraio, 1989  | Filadelfia, USA                                     | Sintetico  | Boris Becker         | 7–6, 6–1, 6–3      |
| 9.  | 12 febbraio, 1990  | Milano, Italia                                      | Sintetico  | Ivan Lendl           | 6–3, 6–2           |
| 10. | 19 febbraio, 1990  | Toronto Indoor, Toronto, Canada                     | Sintetico  | Ivan Lendl           | 6–3, 6–0           |
| 11. | 12 novembre, 1990  | Kremlin Cup, Mosca, Russia                          | Sintetico  | Andrej Čerkasov      | 6–2, 6–1           |